# Pristimera indica
Pristimera indica là một loài thực vật có hoa trong họ Dây gối. Loài này được (Willd.) A.C. Sm. miêu tả khoa học đầu tiên năm 1941.

## Hình ảnh

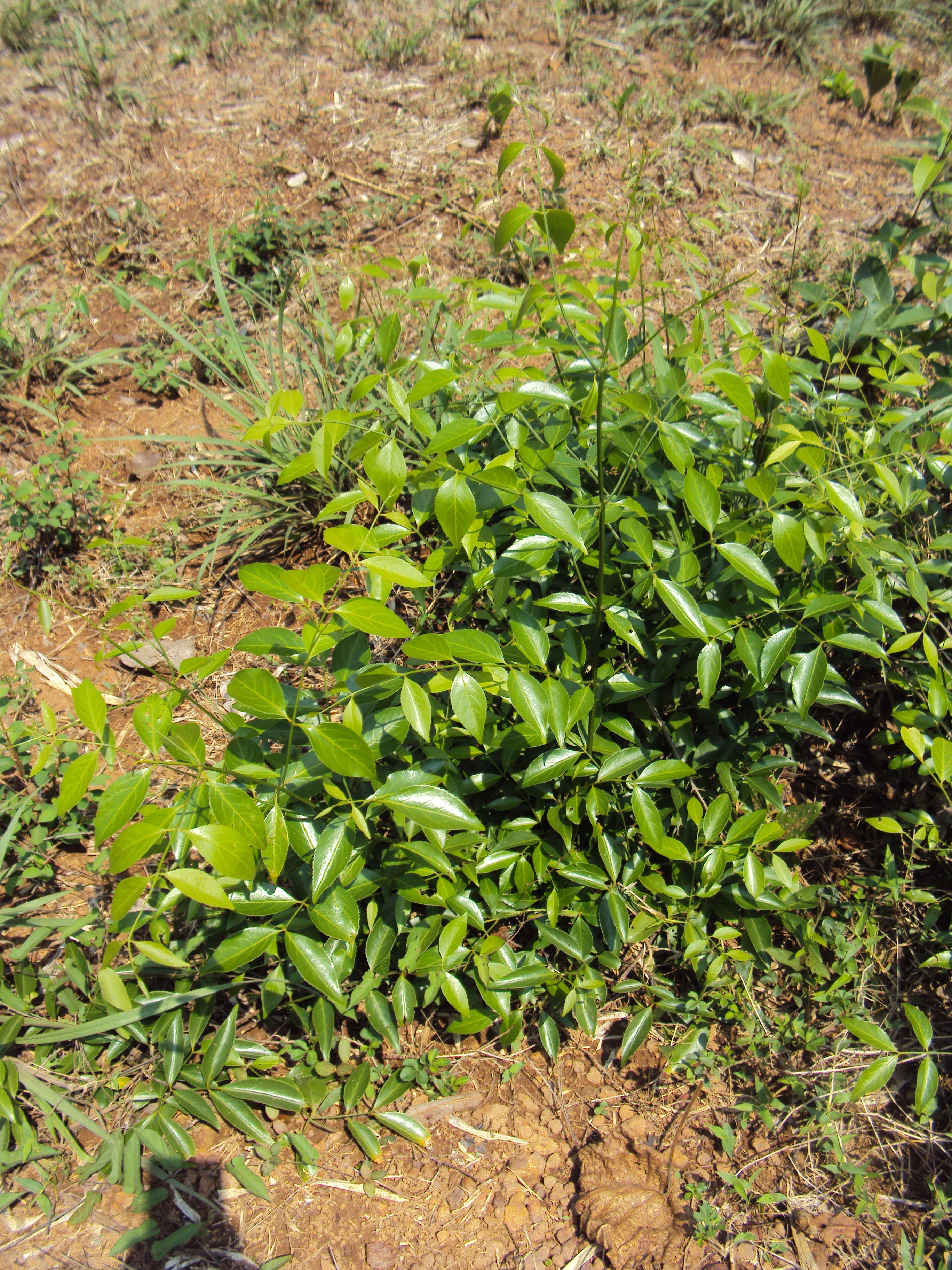
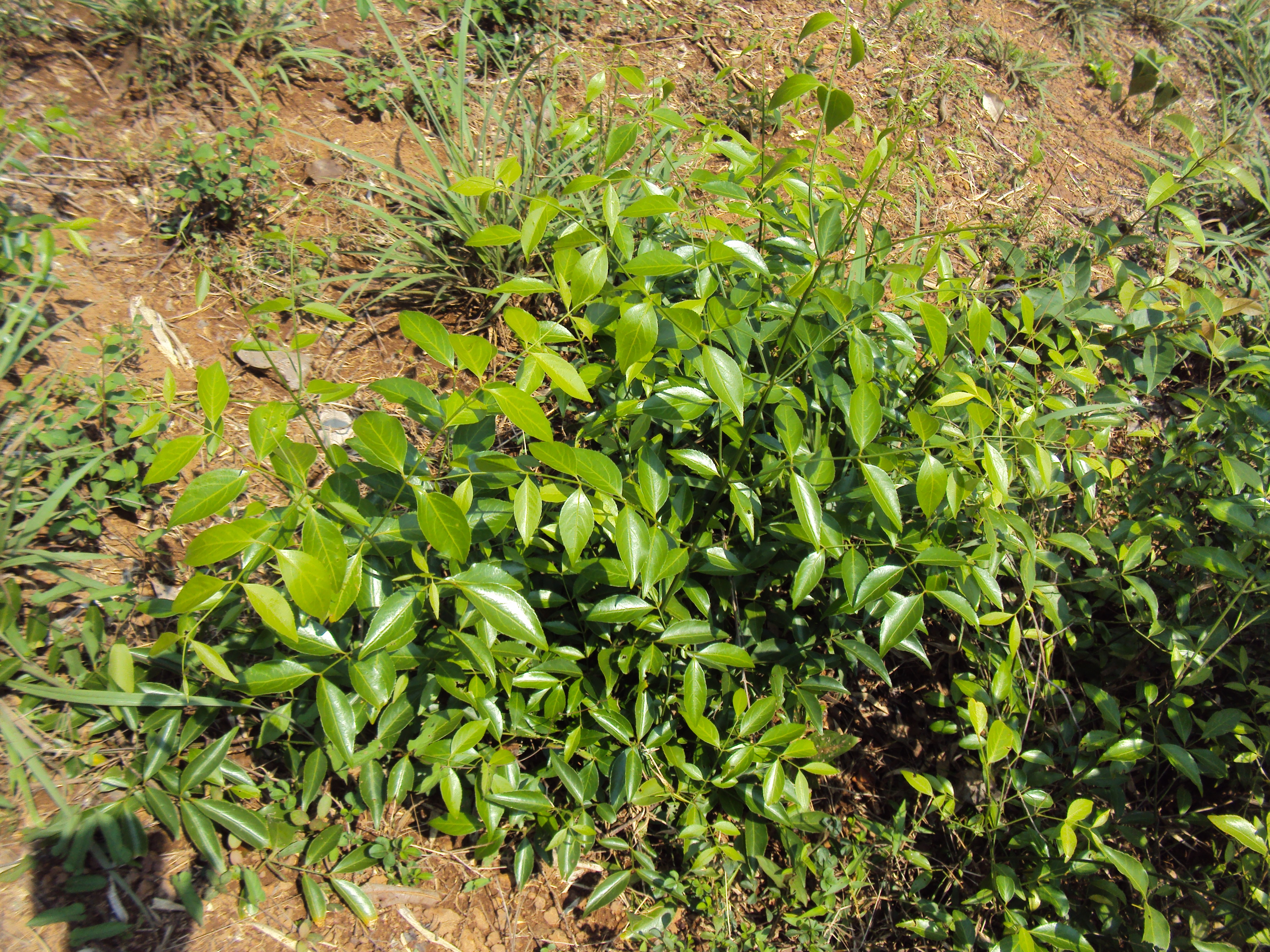
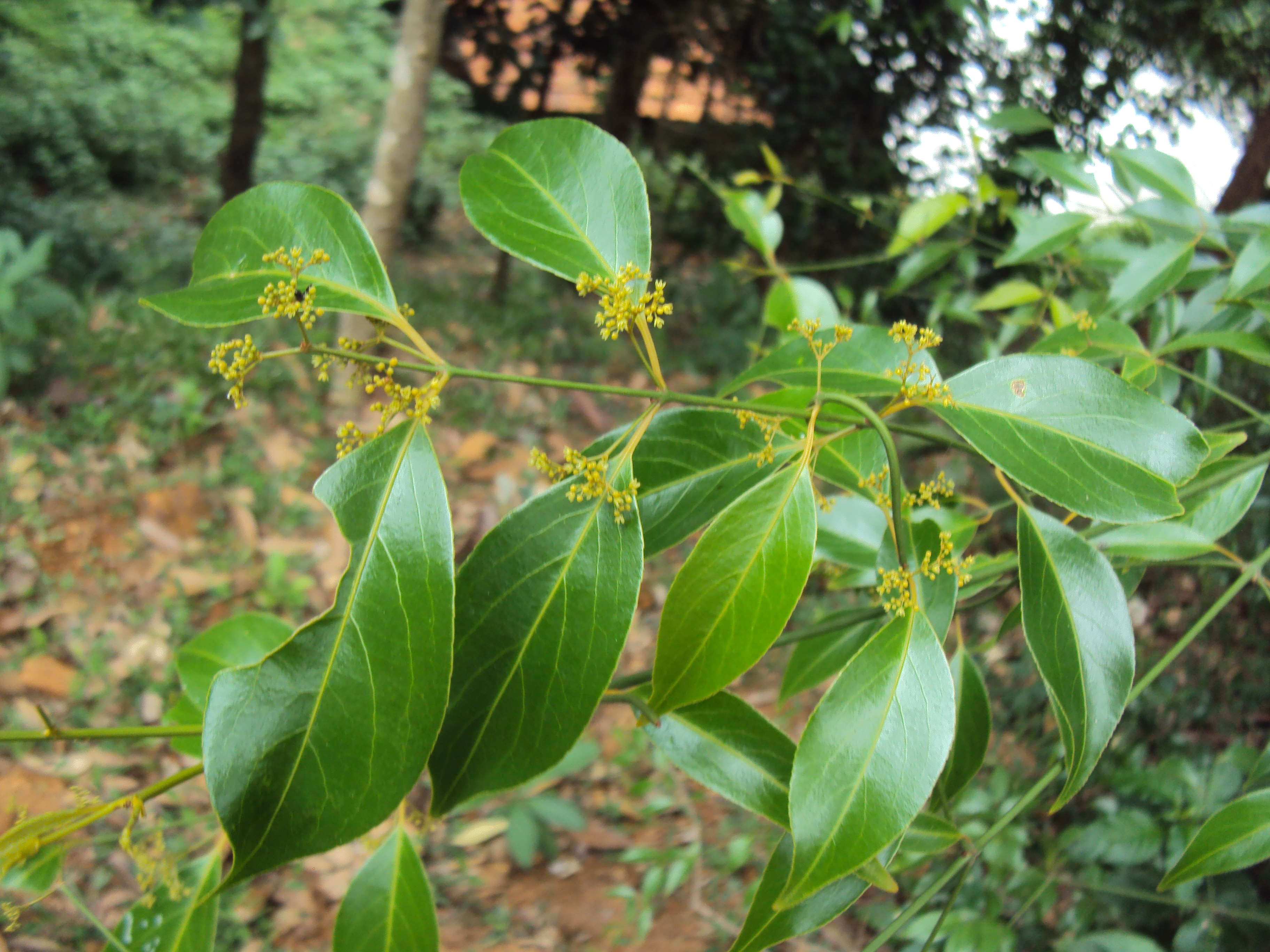
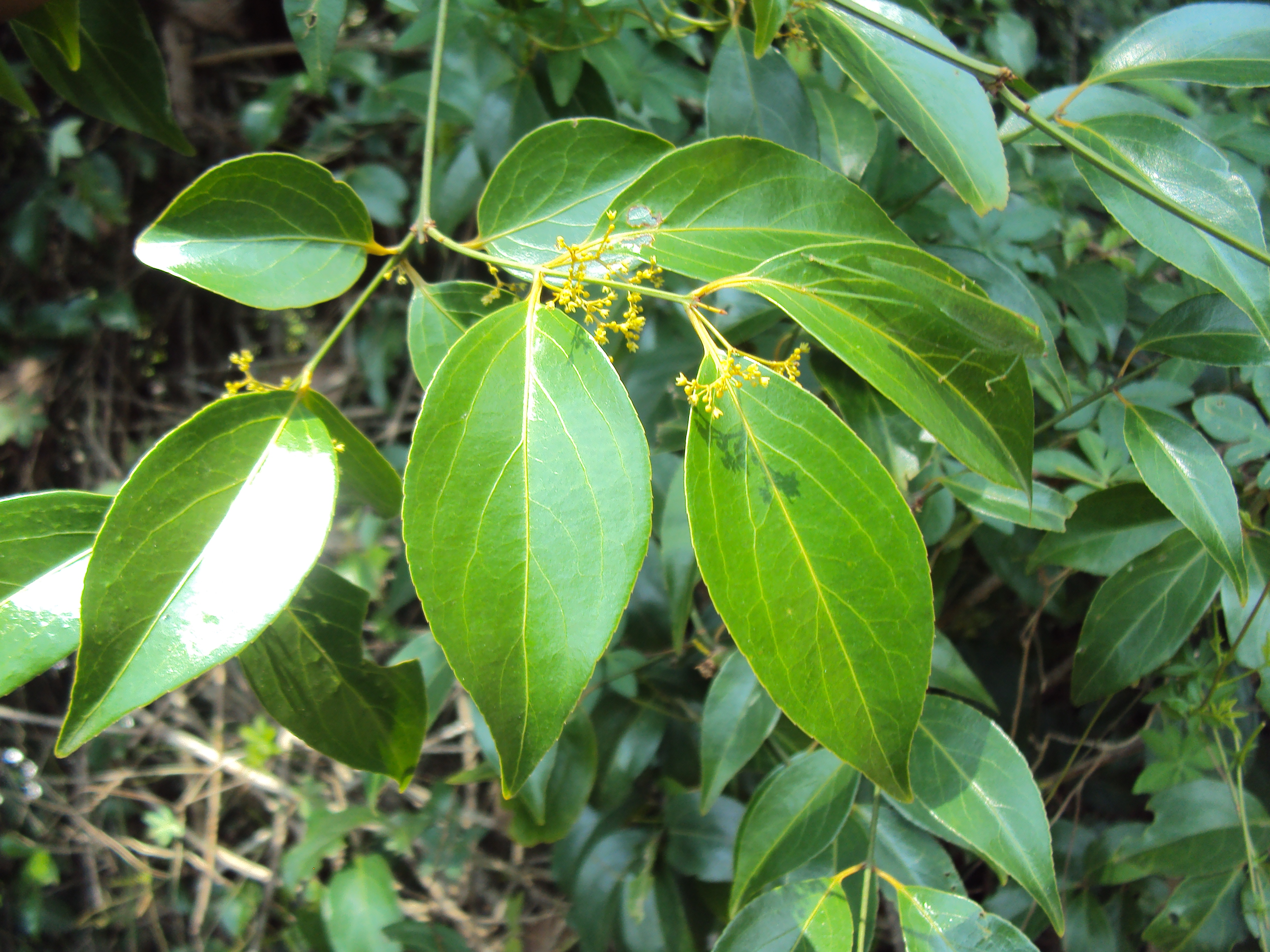